# مصرشناسی

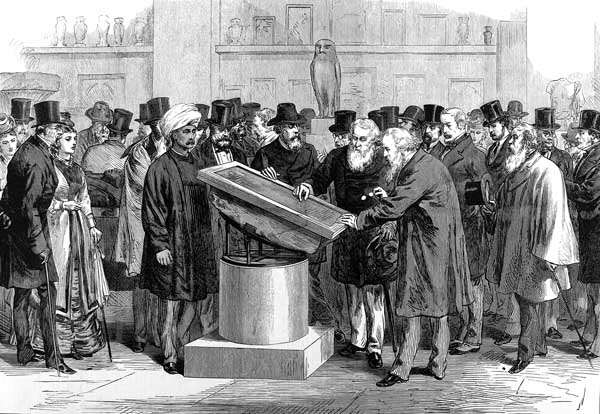
گردهمایی بین‌المللی خاورشناسان در ۱۸۷۴ در کنار سنگ رشید

مصرشناسی (در انگلیسی: Egyptology، از یونانی باستان: λογία، -logia) دانش مطالعه و بررسی تاریخ، زبان، فرهنگ، و آثار مصر باستان است. این دانش به بررسی دوره‌ای از تاریخ مصر که از هزاره پنجم پیش از میلاد آغاز می‌شود و تا سده چهارم پس از میلاد مسیح ادامه می‌یابد، می‌پردازد و دو شاخه اصلی علوم انسانی یعنی باستان‌شناسی و تاریخ را در بر می‌گیرد. از مصرشناسان ایرانی می‌توان به داوود منشی زاده  نام برد

به کسانی که به مطالعه این دانش پرداخته یا می‌پردازند، مصرشناس می‌گویند.

## تاریخچه

### در مصر باستان
نخستین نشانه‌ها از تلاش برای بازسازی آثار باستانی مصر در دوره توتمس چهارم دیده می‌شوند. او ابوالهول بزرگ را پس از آنکه سال‌ها زیر شن‌های بیابان دفن بود، بازسازی کرد و سنگ یادبود معروف به رویا را به یاد آن تراشید. کمتر از دو سده بعد، شاهزاده خائم‌وست، چهارمین پسر رامسس دوم، به شناسایی و بازسازی سازه‌های باستانی، آرامگاه‌ها، و نیایشگاه‌ها و از جمله هرم‌ها همت نهاد.
کاهن مصری مان‌تو در دوره بطلمیوس یکم و بطلمیوس دوم در سده سوم پیش از میلاد کتابی به نام مصرنامه نوشته است که نوشته‌های آن امروزه نیز مورد استناد مصرشناسان قرار می‌گیرد. روش دودمان‌گذاری او امروزه بنیان نام‌گذاری دودمان‌های گوناگون مصر باستان است.

### در یونان و روم باستان
نخستین یادداشت‌ها درباره مصریان و روش زندگیشان نوشته شده توسط منابعی جز خود آن‌ها، توسط تاریخ‌نویسان یونان و روم باستان بوده است. کسانی همچون هرودوت، استرابون، دیودور سیسیلی به آداب مصریان و تاریخ آن‌ها اشاره کرده‌اند.
در دوره بطلمیوسی علاقه بسیاری میان شاهان این دودمان برای شناخت تاریخ مصر باستان وجود داشت. آن‌ها همچنین اقدام به بازسازی آرامگاه‌های مصری و هرم‌هایشان کردند و معابد نویی به شیوه مصر کهن ساختند.

### دوره سلطه مسلمانان
با فتح مصر توسط مسلمانان در هنگام خلافت عمر بن خطاب، خلیفه دوم، پیشرفت‌هایی در زمینه بررسی تاریخ مصر باستان صورت گرفت. در این دوره نخستین تلاش‌ها برای رمزگشایی از خطوط هیروگلیف توسط ذوالنون مصری و ابن وحشیه در سده نهم انجام شدند. آن‌ها با تطبیق نوشتارهای باستانی با خط در زبان قبطی، که توسط روحانیون قبطی در آن هنگام مورد استفاده قرار می‌گرفت، توانستند حداقل تا میزان کمی به معنای نوشتارهای مصری پی برند. عبداللطیف بغدادی، استادی در دانشگاه الازهر قاهره توصیفات دقیقی از آثار باستانی مصر نوشت. تاریخ‌دان مصری، المقریزی نیز به همین شکل فهرستی از این آثار تهیه کرد.

## نامداران

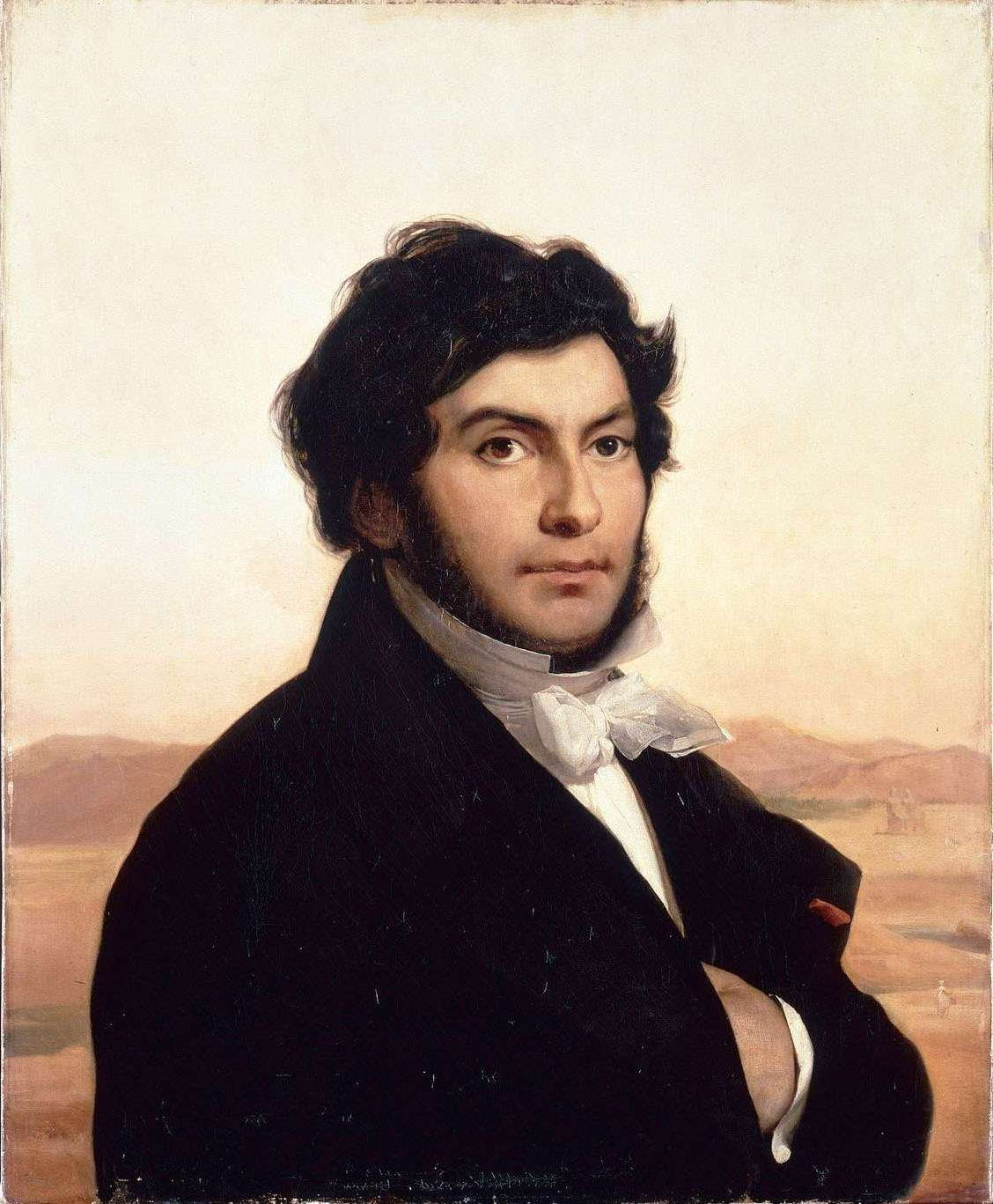
ژان فرانسوا شامپولیون
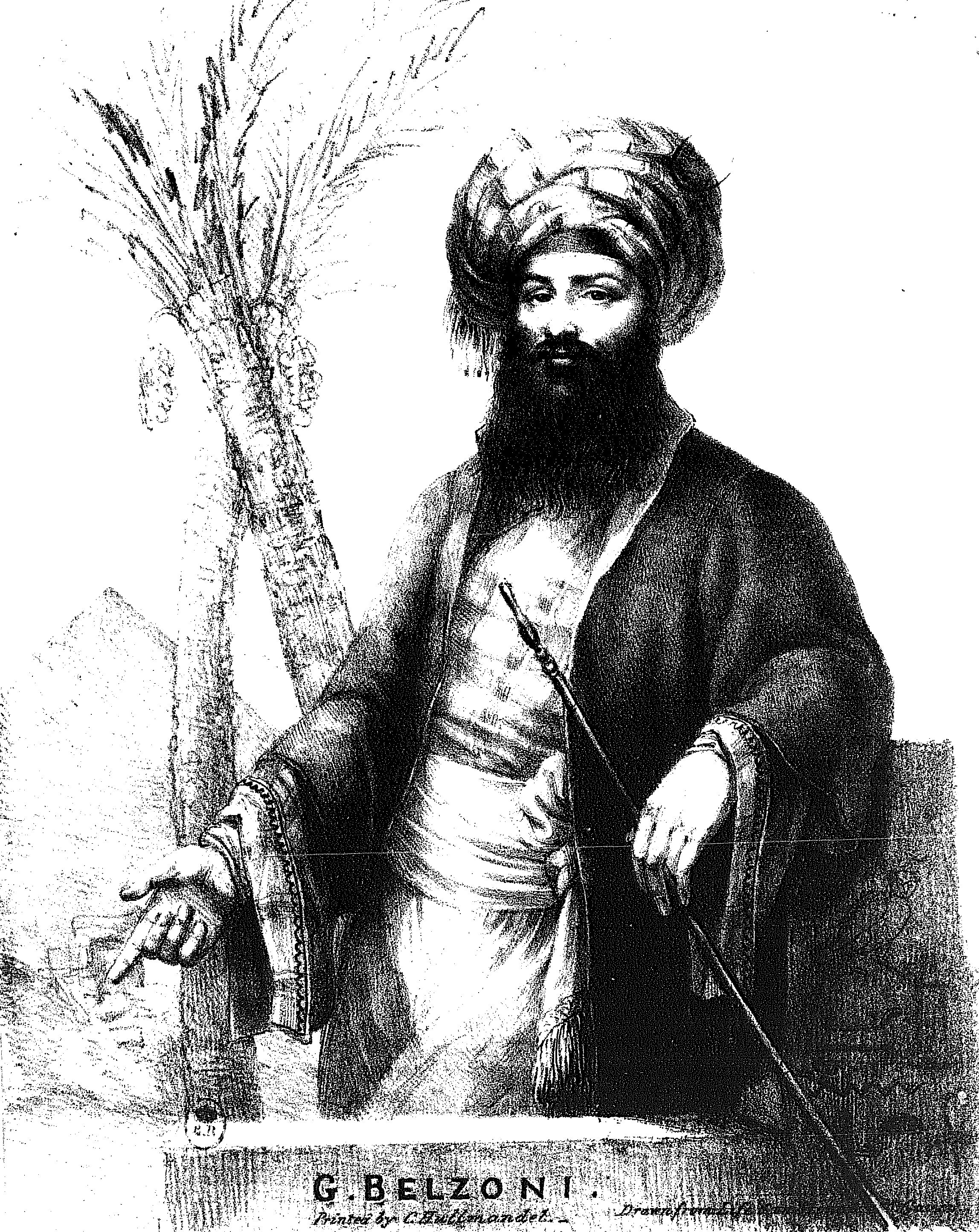
جیووانی باتیستا بلزونی
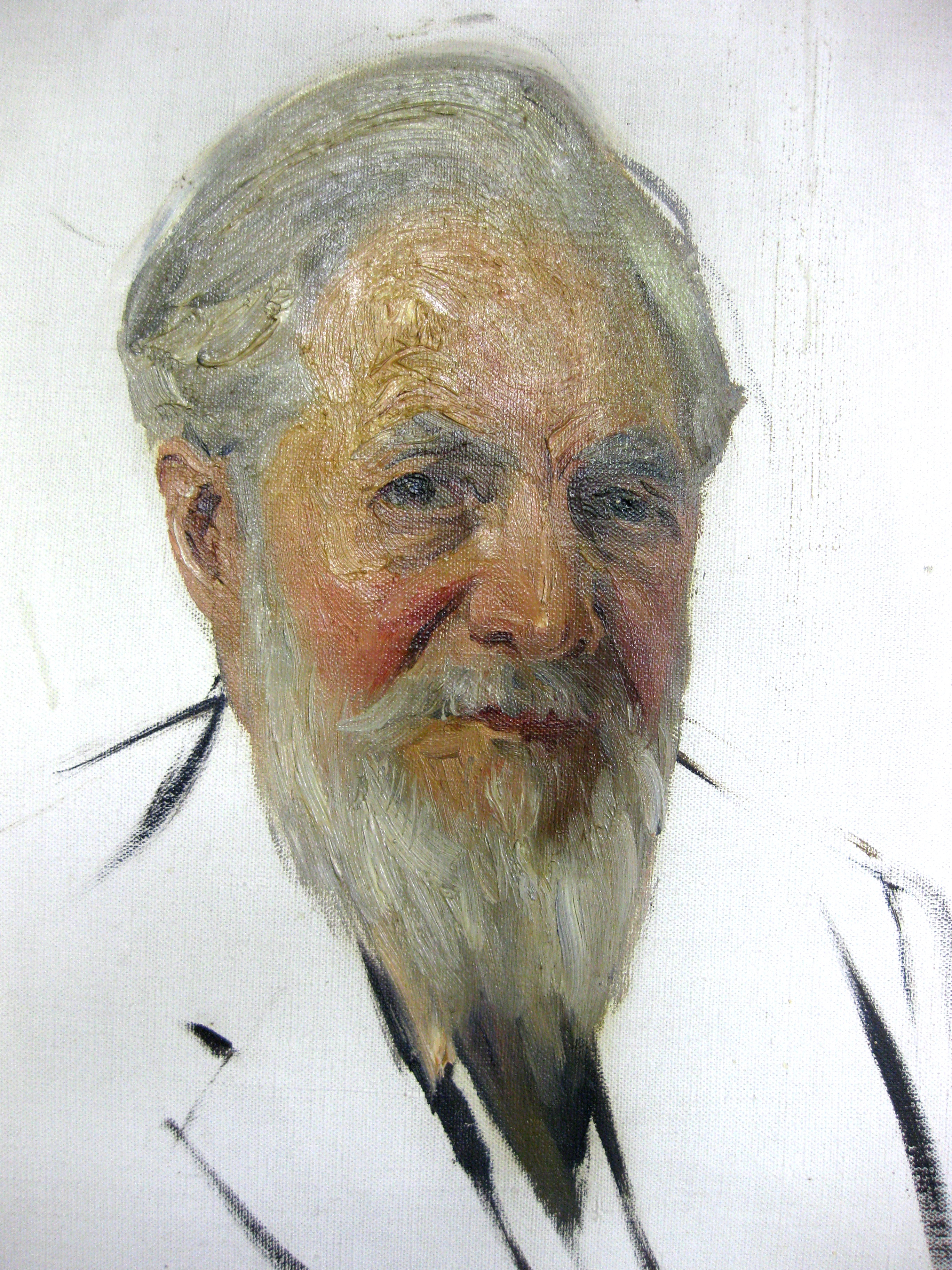
ویلیام متیو فلیندرس پتری
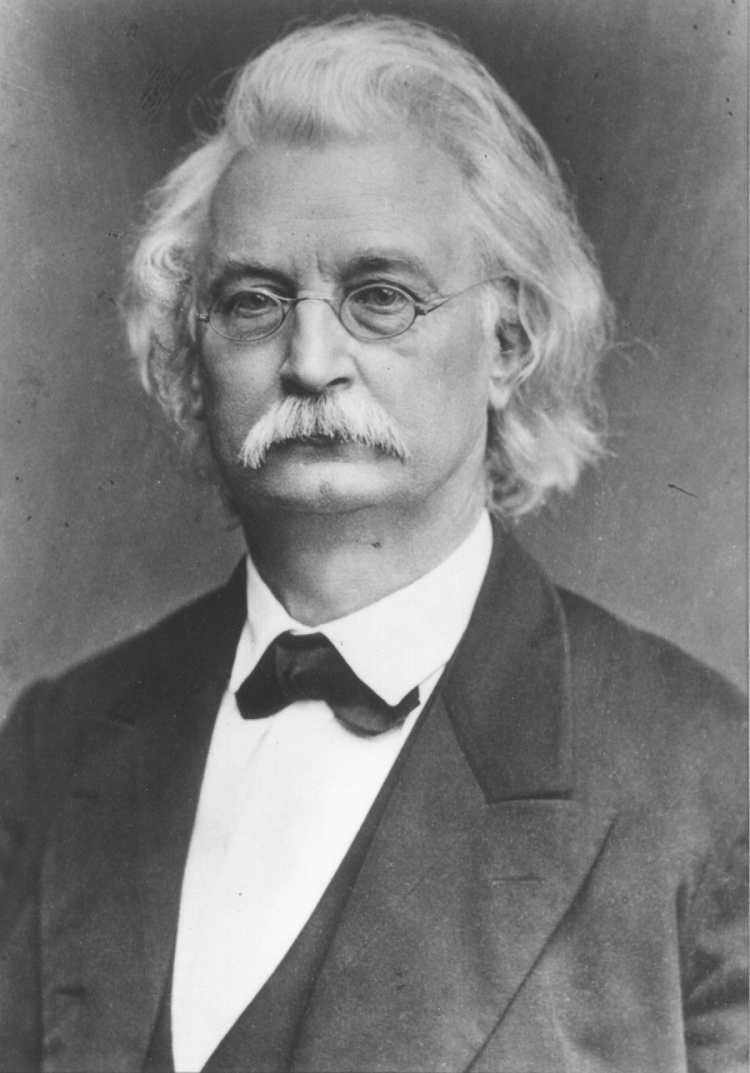
کارل ریچارد لپسیوس
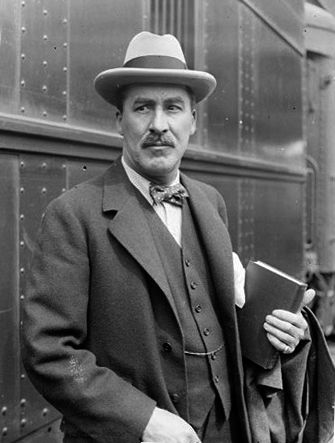
هاوارد کارتر
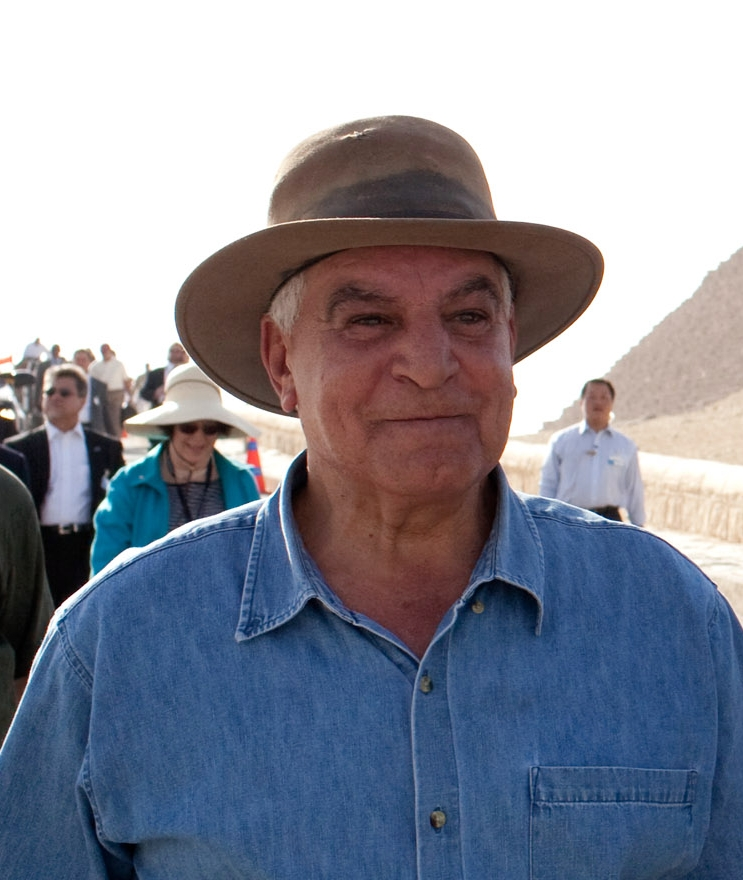
زاهی حواس